# Barbara Brukalska

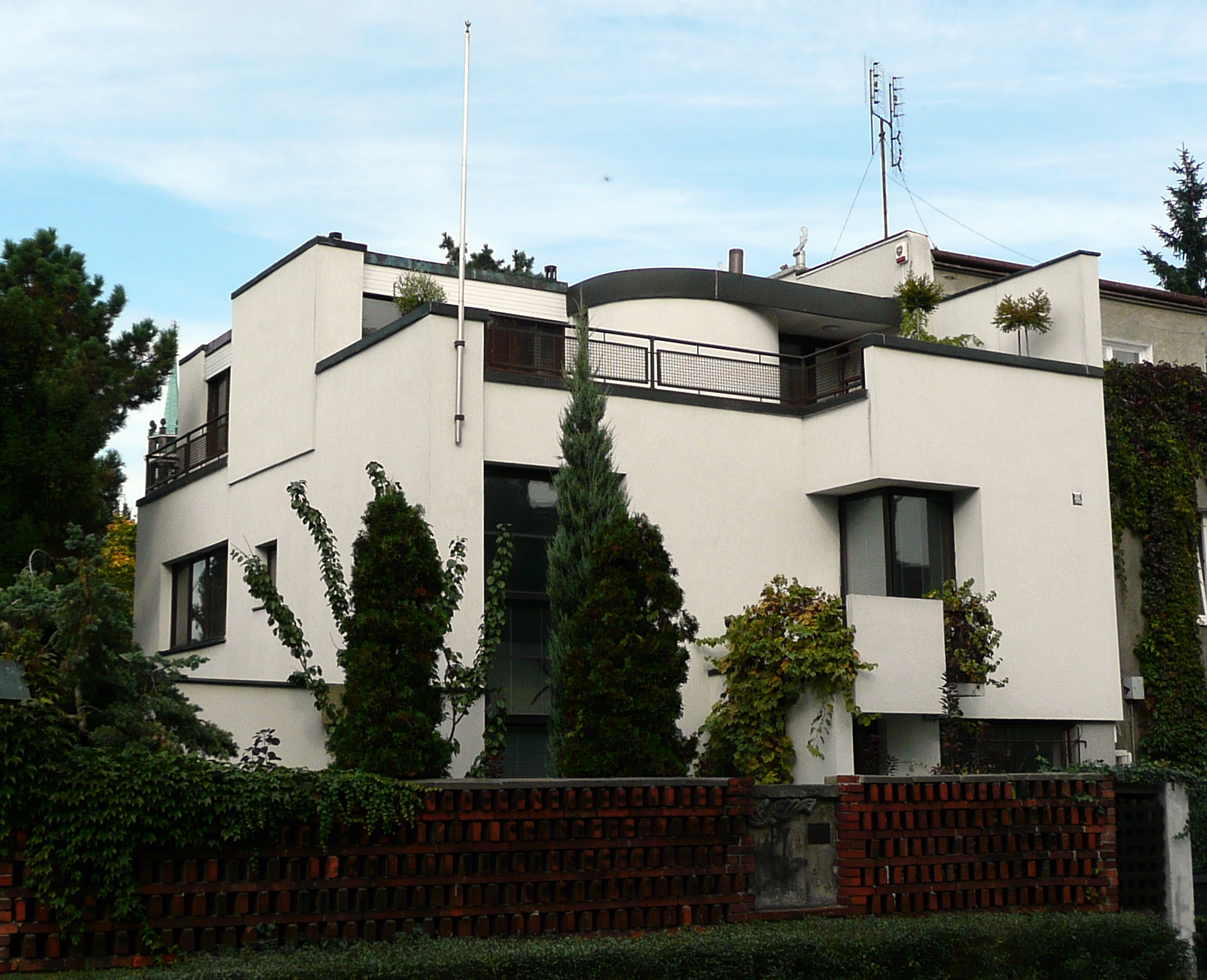
Barbara i Stanisław Brukalscy, dom własny przy ul. Niegolewskiego 8 w Warszawie (1927–1928)

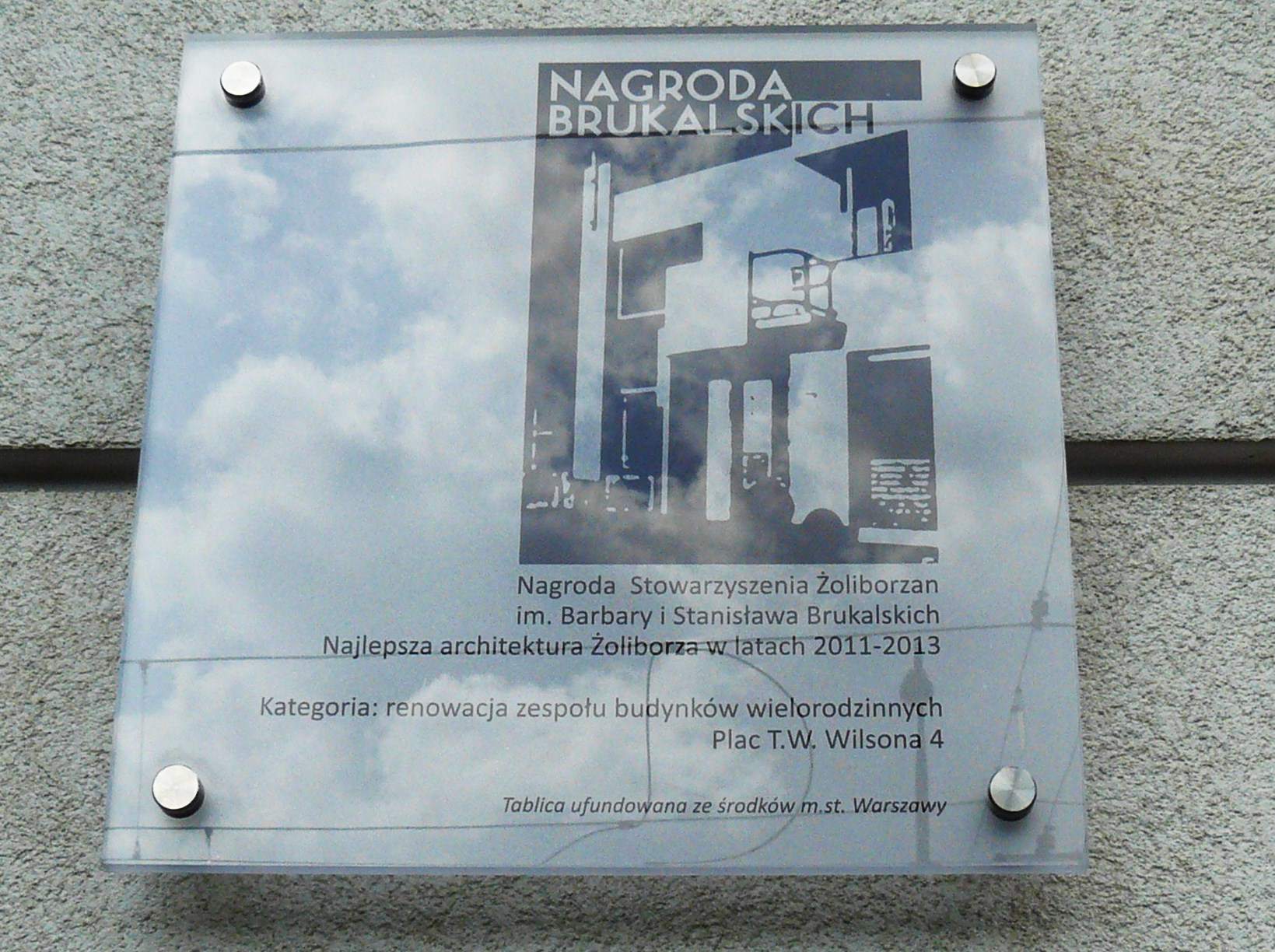
Tablica informacyjna o Nagrodzie Brukalskich

Barbara Brukalska z domu Sokołowska (ur. 4 grudnia 1899 w Brzeźcach, zm. 6 marca 1980 w Warszawie) – polska architektka, teoretyczka architektury, przedstawicielka funkcjonalizmu, współzałożycielka i członkini grupy Praesens, od 1948 profesor Politechniki Warszawskiej; żona Stanisława Brukalskiego, siostra Zofii Sokołowskiej.

## Życiorys
Była córką Wojciecha i Stefanii z Bagniewskich, dzierżawców majątku we wsi Hrusiatycze, a potem w Biejkowskiej Woli (powiat grójecki). Miała 4 siostry. 
Skończyła studia rolnicze i ogrodnicze w Puławach (wydział SGGW). W 1921 rozpoczęła studia architektoniczne na Wydziale Architektury na Politechnice Warszawskiej, początkowo uczęszczając na wykłady jako wolna słuchaczka. W 1948, jako pierwsza kobieta na tej uczelni, otrzymała nominację profesorską. Brukalska była jedną z pierwszych dyplomowanych architektek, które w II Rzeczypospolitej zdobyły formalne wykształcenie techniczne. W latach 1926–1930 była członkinią grupy Praesens. Od 1929 byłą związana z międzynarodowym ruchem CIAM. Przyjaźniła się w tym czasie z Heleną Syrkusową. 
W latach 1927–1939 wspólnie z mężem, jako jedna z pierwszych w Polsce architektonicznych par, projektowała tanie funkcjonalne budynki o prostych bryłach i subtelnych elementach plastycznych (akcenty z cegieł, wklęsłe osłony klatek schodowych), m.in. dom własny (1927–1928) i kolonie Warszawskiej Spółdzielni Mieszkaniowej na Żoliborzu (1927–1939) w Warszawie. Znana była jako dekoratorka wystaw sklepowych. Specjalizowała się w projektowaniu mebli. Była zwolenniczką modernistycznego kształtowania – za pomocą architektury – przestrzeni, relacji międzyludzkich i stosunków społecznych, związku zieleni z architekturą, osiedlowych zieleńców i koncepcji miasta-ogrodu. Wraz z Niną Jankowską otworzyła na Żoliborzu poradnię „Dom i ogród”. Z mężem zaprojektowała założenia parkowo-architektoniczne w Zułowie. Do swoich projektów subtelnie wplatała motywy „narodowe”. 
Wraz z mężem była laureatką konkursów: w 1935 na plan regulacji placu J. Piłsudskiego w Warszawie z przyległymi dzielnicami miasta (III nagroda), w 1936 na projekty domów mieszkalnych Towarzystwa Osiedli Robotniczych TOR w Warszawie. Za projekt własnego domu przy ul. Niegolewskiego 8 na warszawskim Żoliborzu w 1937 otrzymali brązowy medal na Międzynarodowej Wystawie „Sztuka i technika w życiu współczesnym” w Paryżu. W 1937 brała udział w Międzynarodowej Wystawie Sztuki i Techniki w Paryżu, a w 1939 w Wystawie Światowej „Świat Jutra” w Nowym Jorku. 
W czasie okupacji niemieckiej kierowała konspiracyjną żoliborską Pracownią Architektoniczno-Urbanistyczną (PAU) działającą w strukturze Społecznego Przedsiębiorstwa Budowlanego. Po II wojnie światowej prowadziła działalność samodzielną. Zaprojektowała np. osiedle mieszkaniowe Okęcie (1960) i Dom Matysiaków (1965) w Warszawie. Była członkinią warszawskiego oddziału Stowarzyszenia Architektów Polskich. 
Jako emancypantka od 1925 nosiła krótką fryzurę. Projektując, myślała m.in. o potrzebach nowoczesnej samodzielnej kobiety. Jej projekt kuchni z 1929 jest awangardowy, radykalny i feministyczny.
Jest zaliczana do grona głównych twórców koncepcji współczesnego budownictwa mieszkaniowego w Polsce. Została pochowana wraz z mężem na cmentarzu zakładowym w Laskach. Mieli dwóch synów, również architektów: Jana Józefa i Stanisława Baltazara.

## Ważniejsze prace
- kolonie: IV, VII, IX, XIII na Żoliborzu[3][6][19][25]
- dom przy ul. Niegolewskiego 8 (1927–1928)[3][26]
- budynek Sztabu Głównego Wojska Polskiego[27]
- osiedle na Okęciu (1960)[10]
- dom Matysiaków (1956)[5]
- rozbudowa Domu pod Orłami (1948–1950)[28]
- kościół w Troszynie (1956–1975)[10]
- kościół w Sypniewie (1971–1974)[5]
- kościół w Izabelinie[3].

Była autorką prac teoretycznych, m.in. Zasady społeczne projektowania osiedli mieszkaniowych. Książka krótko po wydaniu w 1948 trafiła na indeks ksiąg zakazanych. Powstała w czasie II wojny światowej publikacja prezentowała projekty przeznaczone dla społeczeństwa opartego na zasadach liberalizmu, co kłóciło się z homogeniczną wizją komunistycznej Polski. Niemniej pomysły Brukalskiej opisane w książce były realizowane po wojnie. W 1948 na terenie Kolonii XIII WSM powstał dom dla samotnych. W 2017 książkę wznowiło Centrum Architektury.

## Odznaczenia
- Krzyż Niepodległości
- Krzyż Oficerski Orderu Odrodzenia Polski (1969)
- Medal 30-lecia Polski Ludowej (1974)[2]

## Upamiętnienie
W 2011 Stowarzyszenie Żoliborzan ufundowało Nagrodę im. Barbary i Stanisława Brukalskich dla najlepszej inwestycji budowlanej Żoliborza.